# Akt (teatr)
Akt (łac. actus – „czyn”) – jedna z konstrukcyjnych części sztuki teatralnej, opery, operetki albo baletu. Zawiera zamknięty i spójny fragment akcji utworu. Wywodzi się z epejsodionów w tragedii greckiej.